# العوام بن خويلد
هو العوام بن خويلد بن أسد بن عبد العزى بن قصي بن كلاب بن مرة بن كعب بن لؤي بن غالب بن فهر بن مالك بن النضر بن كنانة بن خزيمة بن مدركة بن إلياس بن مضر بن نزار بن معد بن عدنان فارس جاهلي من قريش.
وهو أخ أم المؤمنين خديجة بنت خويلد زوجة الرسول محمد بن عبد الله وأخ الصحابية هالة بنت خويلد. كان متزوجاً من عمة النبي محمد صفية بنت عبد المطلب. وهو والد الصحابي الزبير بن العوام. وجد عبد الله بن الزبير, وخال زينب بنت محمد وأم كلثوم بنت محمد ورقية بنت محمد وفاطمة الزهراء بنات النبي محمد.

## مقتله
قتله العاقر مرة بن معتب بن مالك الثقفي يوم العبلاء أحد أيام حرب الفجار في الجاهلية بين كنانة وقيس عيلان.